# Appercezione

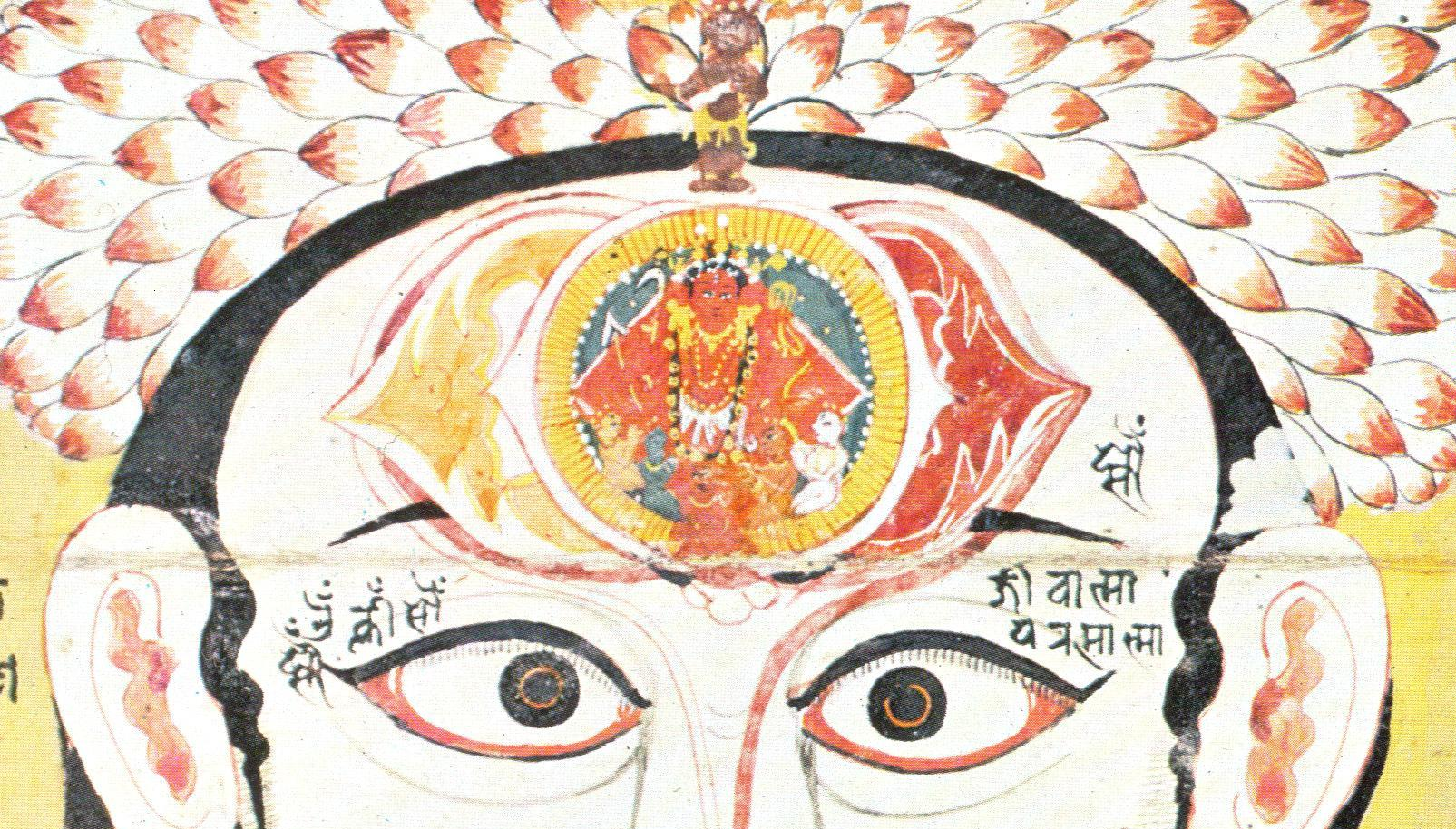
La percezione visiva della mente, talora assimilata a un terzo occhio, come sostenuto anche nella tradizione occidentale da San Bonaventura.

Il termine appercezione sta a indicare una forma particolare di percezione mentale, che si distingue per chiarezza e consapevolezza di sé. Fu introdotto dal filosofo Leibniz per definire la "percezione della percezione", ossia la percezione massima perché situata al più alto livello di autocoscienza. In Kant è nota altrimenti come io penso.

## Leibniz

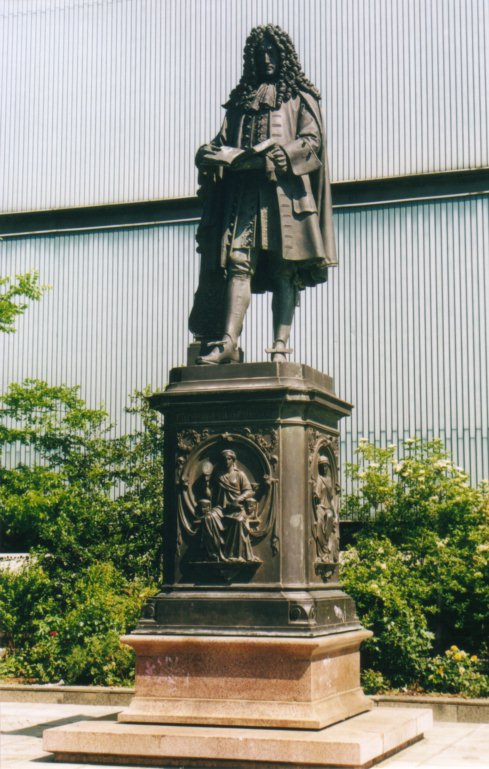
Gottfried Wilhelm von Leibniz (1646-1716)

Secondo Leibniz, la capacità di pensare e di rappresentarsi il mondo non appartiene esclusivamente alla vita cosciente, ad esempio agli uomini o agli animali superiori. Anche la realtà apparentemente inanimata, come la materia, ha una sua vita nascosta, fatta di piccole percezioni, che rimangono avvolte nell'oscurità e nell'incoscienza. Persino al più infimo livello dell'essere non c'è mai assenza totale di una qualche attività pensante. Non esiste una realtà che sia priva di pensiero; esistono semmai infinite gradazioni di pensiero, da quello più confuso a quello più chiaro e distinto, nel quale si ha appunto l'appercezione. L'essere risulta così strutturato in un'infinità di sostanze o monadi, ognuna delle quali è un "centro di rappresentazione", vale a dire un centro di forza, dotato di un'energia spirituale che consiste in una particolarissima e individualissima prospettiva sul mondo.
La vitalità della materia, con cui Leibniz si riappropria della metafisica neoplatonica abbinandola in un certo senso all'entelechia aristotelica, gli consente di confutare la filosofia di Cartesio: questi aveva assimilato tutta la conoscenza alla res cogitans, contrapponendola alla res extensa cioè alla realtà materiale fuori di noi, concepita in forma meccanica e inanimata, che diventava così un qualcosa di inerte e privo di importanza. Cartesio non negava l'esistenza della materia, ma la considerava vera solo nella misura in cui riusciva ad averne una coscienza chiara ed evidente, per cui se non ne ho coscienza non esiste. Tale impostazione è per Leibniz gravemente sbagliata: in realtà esistono anche pensieri di cui non si ha consapevolezza, perché non c'è nessun dualismo insanabile tra spirito e materia, tra coscienza e incoscienza, ma solo infiniti passaggi dall'uno all'altro.
È soltanto negli organismi superiori, però, e in particolare nell'uomo, che le percezioni giungono a diventare coscienti, cioè ad essere appercepite: l'uomo infatti riesce a coglierle unitariamente nella loro molteplicità, sommandole e componendole in una visione sintetica, come fossero tessere di un mosaico. In ciò consiste propriamente l'appercezione, che significa in definitiva "accorgersi"; ad esempio il rumore del mare è in fondo il risultato del rumore delle piccole onde che essendo piccole percezioni noi assimiliamo inconsciamente fino a sviluppare la "percezione della percezione".
(G. W. Leibniz, Scritti filosofici, Torino, UTET, 1967, vol. II, pagg. 257-258)
Ciò significa che anche nell'uomo possono darsi percezioni inconsce, a cui non prestiamo cioè sufficiente attenzione o che releghiamo nei meandri oscuri della mente. Soltanto in Dio esiste il più alto grado di rappresentazione del mondo, ossia l'appercezione più chiara e distinta che è l'autocoscienza: questa riassume in sé le percezioni di tutte le altre monadi.
Leibniz si pone così agli antipodi anche rispetto all'empirismo di Locke, che concepiva la realtà in termini meccanici di causa-effetto, e secondo il quale le idee della mente erano come oggetti plasmati dall'esperienza, per cui (in maniera simile a quanto affermava Cartesio) esisterebbe solo ciò di cui ho un'idea sufficientemente chiara e oggettiva, essendo questa un'"impronta" del mondo sensibile. Leibniz fu invece un sostenitore dell'innatismo platonico della conoscenza: il conoscere non è un automatismo meccanico, ma atto di appercezione che coinvolge in qualche modo la libertà e l'autocoscienza del soggetto. La conoscenza è quindi un atto fuori dal tempo, e non la ricezione passiva di un fatto o una semplice nozione.

## L'io penso kantiano

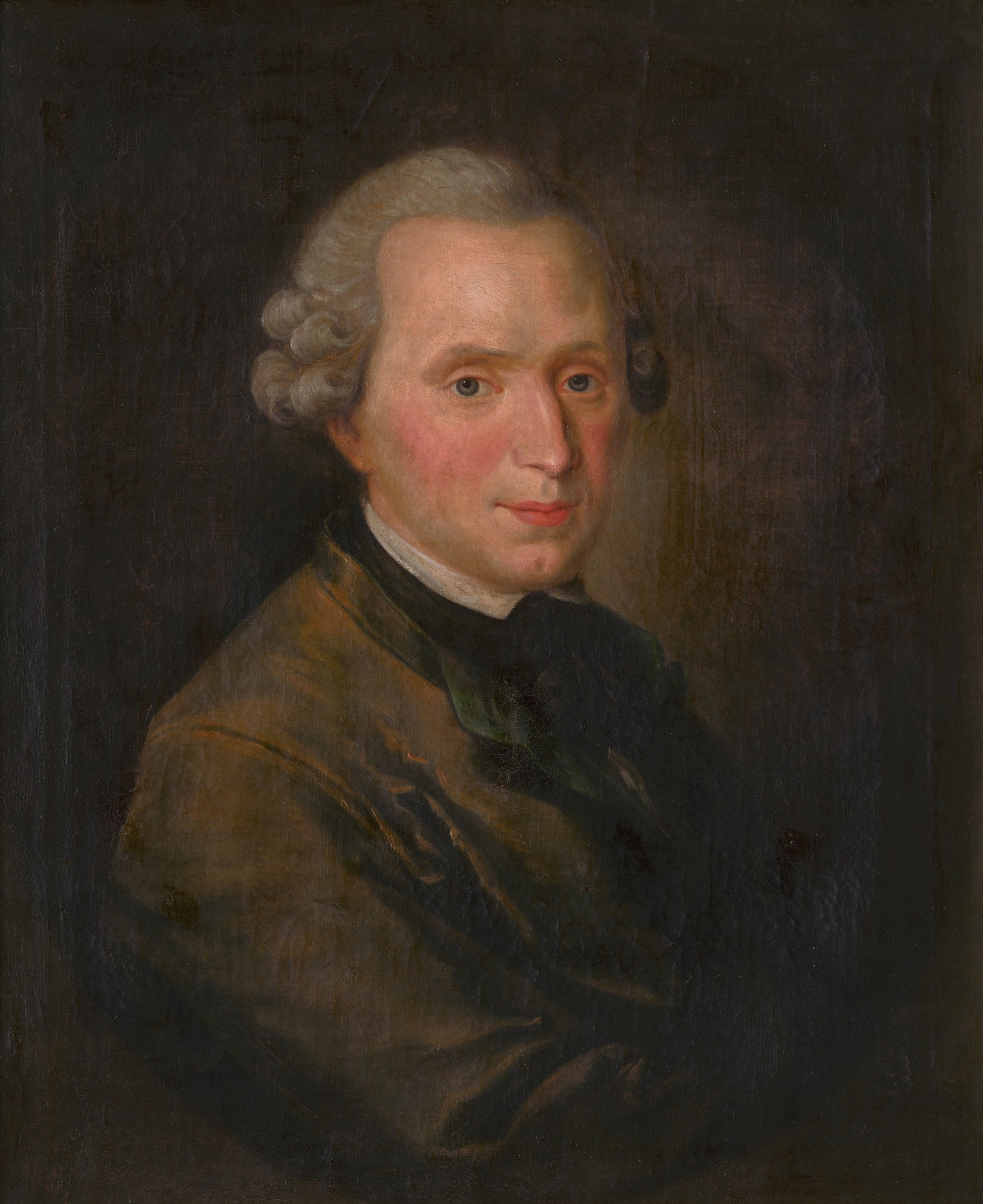
Immanuel Kant (1724-1804)

Kant utilizza l'espressione io penso (Ich denke) per indicare l'appercezione, da lui intesa come appercezione trascendentale, cioè funzionale al molteplice, nel senso che si attiva solo quando riceve dati da elaborare. Essa si trova al vertice della conoscenza critica, perché unifica e dà un senso alle nostre rappresentazioni del mondo. La conoscenza non deriva solo dalle percezioni sensibili: in virtù di queste un oggetto ci è "dato", ma con l'appercezione esso viene "pensato", tramite l'utilizzo di dodici categorie mentali, senza le quali il soggetto sarebbe come cieco.
(Kant, Critica della ragion pura, parte I, § 17)
Il problema che Kant cercava in particolare di risolvere, da lui affrontato nella Deduzione trascendentale della Critica della ragion pura, era il seguente: perché la natura sembra seguire leggi necessarie conformandosi a quelle del nostro intelletto? Con quale diritto quest'ultimo può dire di conoscere scientificamente la natura, "stabilendone" le leggi in un modo piuttosto che in un altro?
Secondo Kant un tale diritto è giustificato perché il fondamento delle nostre conoscenze non si trova nella natura ma nell'attività stessa del soggetto. In proposito anche David Hume, prima di Kant, aveva fatto notare che le caratteristiche di necessità e universalità che noi attribuiamo alle leggi naturali sono in realtà un prodotto del soggetto, ma in tal modo egli aveva distrutto la loro pretesa di oggettività, finendo per giudicarle arbitrarie e del tutto soggettive.
Il passo decisivo della riflessione di Kant, a cui egli approdò, per sua ammissione, arduamente, consiste allora nel riconoscere l'oggettività nel cuore stesso della soggettività. Un oggetto infatti è tale solo in rapporto a un soggetto, cioè solo se esso viene pensato da me. È la coscienza che io ho di me come soggetto pensante che mi consente di avere delle rappresentazioni del mondo, poiché la semplice coscienza del dato esteriore («io penso») non può prescindere dalla coscienza critica, attiva, della propria interiorità («io penso che penso»). Se non ci fosse questa appercezione di me, cioè che io resto sempre identico a me stesso nel rappresentarmi la mutevolezza e la molteplicità dei fenomeni, dentro di me non ci sarebbe pensiero di nulla, perché non sarebbero una "mia" rappresentazione, e quindi non potrei averne coscienza.
(Kant, Critica della ragion pura)
Prendere consapevolezza che un dato oggetto è un prodotto del mio pensiero significa collocarlo entro il quadro unitario di tutte le mie rappresentazioni: conoscere vuol dire infatti collegare, unificare, fare una sintesi.
L'io penso, o "unità sintetica originaria", è propriamente l'attività che svolge questa funzione, la quale si esplica quando il legame che l'io pone tra due fenomeni, espresso dalla copula "è", assume un valore necessario e oggettivo, diverso dal caso in cui due percezioni, che per esempio siano date successivamente nel tempo, risultino legate da un nesso puramente arbitrario e variabile. Nel primo caso, infatti, a differenza del secondo, interviene l'io penso a dare fondamento oggettivo a quella connessione.
(Kant, Critica della ragion pura, Analitica trascendentale, Deduzione trascendentale, 1a edizione)
Il modo in cui la natura si presenta ai nostri occhi è dunque il risultato di una nostra funzionalità suprema. Questo però non significa che l'io penso arrivi a modellare l'oggetto fino a crearlo materialmente da solo; la sua non è un'attività creatrice ma soltanto ordinatrice, è un "legislatore della natura" che unifica o sintetizza il materiale amorfo proveniente dall'esterno consentendo di dargli una "forma", secondo il criterio della reciproca corrispondenza di soggetto e oggetto. Una tale corrispondenza vale pertanto su un piano puramente conoscitivo o formale, dovuto al fatto che noi non conosciamo la realtà per come è in sé (noumeno), ma appunto per come noi la recepiamo (fenomeno).
Essendo formale, l'appercezione non può essere ridotta ad un semplice "dato" oggettivo, perché essa si attiva solo in rapporto a un oggetto: non la possiamo conoscere in se stessa ma solo quando si accompagna alle nostre rappresentazioni. In altre parole, essa non è una semplice conoscenza empirico-fattuale della realtà interiore dell'individuo, ma è la condizione formale di ogni conoscenza, il contenitore della coscienza, non un contenuto. Si tratta di un'attività di pensiero che appartiene a tutti gli uomini ma a nessuno di essi in particolare, strutturalmente identica in tutti. Essa si distingue perciò dall'io empirico o appercezione empirica, che è invece la coscienza di ognuno basata sulla singola sensibilità individuale e tale da appartenere solo a noi stessi singolarmente.

### L'eredità di Kant
Dopo Kant l'appercezione pura o io penso diventerà il fondamento dell'idealismo di Fichte e di Schelling, che lo trasformano nell'Io assoluto. Fichte riconosce a Kant il merito di aver dato grande valore all'attività del soggetto, ma gli contesta di avere slegato la conoscenza umana dalla cosa in sé, facendo dell'unità soggetto/oggetto un'entità puramente formale. Ad una forma deve corrispondere una sostanza, un contenuto, che Kant aveva bensì riconosciuto ma soltanto su un piano concettuale relegato all'ambito del fenomeno; egli svuotava così l'oggettività della sua stessa valenza oggettiva. Per Fichte, invece, il soggetto è "forma trascendentale" proprio in quanto crea da sé il suo contenuto, non potendo esserci soggetto senza un oggetto. L'appercezione viene pertanto da lui identificata con l'intuizione intellettuale, ossia con la capacità che ha l'intelletto di accedere alla cosa in sé, essendo quest'ultima diventata una parte dell'io, un momento della sua attività di autocostruzione. Perché si sviluppi l'autocoscienza rimane tuttavia essenziale che l'oggetto non venga per ciò stesso dissolto nel soggetto, pertanto Fichte ricorre alla kantiana immaginazione produttiva per spiegare come la creazione dell'oggetto operi pur sempre inconsciamente, e vi si debba accedere per una via diversa da quella teoretica.
L'aspetto essenzialmente pratico, concreto, dell'appercezione, con cui l'Io non solo conosce ma agisce, sarà anche il nucleo dell'idealismo attuale di Giovanni Gentile, il quale sottolinea che la natura trascendentale dell'«Io penso» non può essere compresa come una realtà compiuta, bensì unicamente quale «atto in atto», ossia un atto mai definitivamente concluso, costantemente in attività e in continuo divenire: per questo non lo si può mai trascendere né oggettivare, essendo la nostra stessa soggettività.
(Giovanni Gentile, Teoria generale dello spirito come atto puro [1916], cap. I, § 6)

## L'appercezione psicologica
In psicologia l'appercezione è definita come il processo attraverso il quale una nuova esperienza viene assimilata e trasformata entro i residui del vissuto precedente di una persona, combinandosi con questi e formando così un nuovo insieme. In sintesi, consiste nel vedere una nuova situazione nell'ottica di quelle passate. Questo concetto è utilizzato nei test di appercezione tematica (TAT), che studiano le proiezioni e i costrutti mentali che i nostri apparati conoscitivi mettono in atto nel rapportarsi al mondo circostante.